# Udai Hussein

Udai Hussein (vor 1997)

Udai Saddam Hussein at-Tikriti ([ʕudaɪ-], arabisch عدي صدام حسين التكريتي, DMG ʿUdayy Ṣaddām Ḥusain al-Tikrītī, auch Uday, Odai transkribiert) (* 18. Juni 1964 in Bagdad; † 22. Juli 2003 in Mossul) war das älteste der fünf Kinder Saddam Husseins und dessen erster Frau Sadschida Talfah. Er war Chef des Nationalen Olympischen Komitees des Iraks sowie der Miliz Saddam-Fedajin. Er galt für einige Jahre als der wahrscheinliche Nachfolger von Saddam. Er produzierte auch die Zeitung Babel.

## Leben
Wegen seiner Extravaganzen, aber vor allem wegen der Ermordung des Lieblingsleibwächters und Vorkosters von Saddam im Jahr 1988 fiel die Gunst der Nachfolge nicht mehr auf ihn, sondern auf seinen Bruder Qusai Hussein. Für diesen Mord wurde er auch vorübergehend von seinem Vater in die Schweiz verbannt.
1984 wurde Udai von seinem Vater mit seiner Cousine Sadscha, einer Tochter von Saddams Halbbruder Barzan at-Tikriti, verheiratet. Die Ehe hielt jedoch nur wenige Wochen, denn Sadscha floh zu ihrer Mutter Ilham, der Schwester von Udais Mutter Sadschida, in die Schweiz.
Am 12. Dezember 1996 wurde er bei einem Attentat im Irak ernsthaft verletzt. Ihn trafen acht, nach anderen Quellen sieben, Gewehrkugeln beim Autofahren. Später berichtete Saddam Husseins Geliebte Parisoula Lampsos, eine Griechin, der Diktator wäre nicht unglücklich gewesen, wenn sein Sohn den Anschlag nicht überlebt hätte.
Am 17. März 2003 gab US-Präsident George W. Bush Saddam Hussein 48 Stunden zum Verlassen des Landes und fügte aber ausdrücklich hinzu, dass Udai und Qusai auch gehen müssten, oder es werde Krieg geben. Udai reagierte auf das Ultimatum, indem er Bush und seiner Familie das Verlassen der USA nahelegte.

## Mord- und Folter-Anschuldigungen
Einige Anschuldigungen, die gegen Udai aufgeführt werden:
- Es wird behauptet, Udai habe als Kopf des irakischen olympischen Ausschusses die Gefangenschaft und die Folterung von irakischen Athleten beaufsichtigt, die seinen Erwartungen nicht entsprochen hätten. Es gilt als erwiesen, dass er mehrere Spieler der irakischen Fußballnationalmannschaft, so nach dem 0:3 gegen Südkorea, in einem Gefangenencamp internieren ließ. Es wird vom Zerquetschen der Füße oder dem Schlagen der Fußballspieler nach schlechten Spielen geredet.[2] Andere Quellen berichten von einer Eisernen Jungfrau.[3]

- Ein ehemaliges Mitglied des französischen Außenministeriums behauptete, Udai und seine Leibwächter hätten in einem Hotelzimmer ein französisches Paar mit Waffengewalt zum Geschlechtsakt gezwungen, der für Udai auf Video festgehalten worden sei.

- Der Schweizer Hotelier Ramon Weibel erklärte in einem Stern-Interview (1998), Udai sei in seinem Hotel mit der erklärten Absicht abgestiegen, bei der Abreise zwei Begleiter weniger „dabeizuhaben“, woraufhin Weibel die Polizei verständigte. Tatsächlich waren zwei Leibwächter verschwunden, deren Verbleib auch bis zu Udais Abreise nicht geklärt werden konnte.

- Der ehemalige Udai-Doppelgänger Latif Yahia behauptete, Udai sei nicht imstande gewesen, sexuelle Handlungen durchzuführen, ohne Schmerz zu verursachen und Blut an seinen Partnern zu sehen. Das Double sagte, Udai habe zahlreiche Entführungen von Frauen befohlen, einschließlich einer russischen Ballerina. In einer Sendung von Alfred Biolek berichtete er auch, dass er für Udai in Kuwait tausende Luxusautomobile und Wertsachen gestohlen habe.

- Es wurde immer wieder berichtet, dass sich Udai, mit einer Wagenkolonne durch Bagdad fahrend, Frauen aussuchte, um sie in den Familienpalästen oder sogar auf offener Straße brutal zu vergewaltigen. Nach Berichten irakischer Familien hielt Udai entführte Frauen oft wochenlang gefangen. Wenn sich Verwandte darüber beschwerten, bekamen sie das entführte Familienmitglied ermordet, zerstückelt und in mehrere Kartons verpackt zurück.[4]

## Latif Yahia

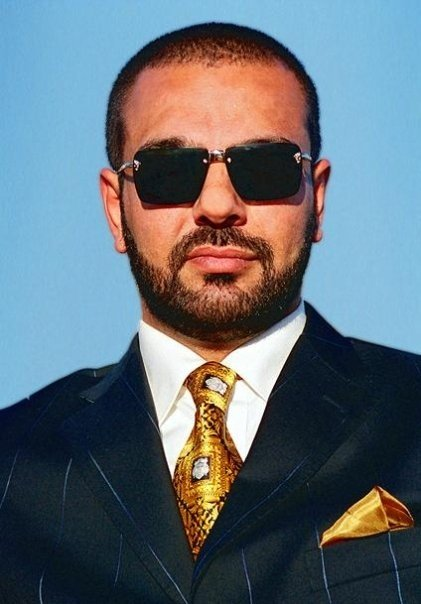
Latif Yahia, 2009

### Vorwürfe Yahias
Der irakische Offizier Latif Yahia, der von seiner Rekrutierung am 2. Oktober 1987 bis zu seiner Flucht am 9. Dezember 1991 als Udais Fidai (Doppelgänger) fungierte, listete in seinem Buch verschiedene Verbrechen Udais detailliert auf:
- Vergewaltigung der Nichte des Abbas Al-Janabi. Dieser wurde als Wiedergutmachung später Direktor der Zeitungen Udais.[5]
- Kamel Hannah, Vorkoster Saddam Husseins. Ein vordergründig nichtiger Anlass, Ruhe während einer Feier zu geben, den dieser nicht befolgte („ich höre nur auf Befehle des Präsidenten“), lässt Udai ausrasten und mit einem elektrischen Messer die Kehle des Vorkosters und Freundes von Saddam aufschlitzen. Danach streckt er mit zwei Schüssen den tödlich Verletzten nieder.[6] Die eigentliche Ursache war der Hass auf Kamel Hannah, der „meinem Vater immer Frauen und Mädchen besorgte. Hätte er nur diese Hure (gemeint war Samira Schahbandar) nicht herbeigeführt“.
- Nahle Sabet, Architekturstudentin, vergewaltigt und den Kampfhunden Udais zum Fraß vorgeworfen.[7]
- Asra Hafez: Das Mädchen wehrte sich gegen die Belästigungen Udais, wagte es, ihn auszulachen, worauf Udai das Mädchen mit drei Kugeln in die Brust niederstreckte.[8]
- Sana Al-Haidari, Studentin, die behauptete, mit Udai befreundet zu sein: mit Elektrokabel gefoltert, vergewaltigt, die Zunge mit einer Rasierklinge herausgeschnitten und vom Hubschrauber aus in den Al-Sarsar-See geworfen.[9]
- Weam Tabet Al-Kabisi, Tochter eines reichen Geschäftsmannes: wird während des Tanzes mit ihrem Freund Luai Khairallah von Udai bedrängt. Weam wird entführt und vergewaltigt, Tage später von ihrem Freund erschossen, da dieser sich nicht an Udai rächen konnte.[10]
- Ilham Ali Al-Aazami, Studentin und Gewinnerin der Wahl zur Miss Irak: Nach der Weigerung, die Einladung Udais anzunehmen, wird sie festgehalten und vergewaltigt. Danach wird das Gerücht in Umlauf gebracht, sie sei eine Prostituierte. Ali Al-Aaazamis Vater bringt seine Tochter daraufhin um. Udai tötet seinerseits den Vater, nachdem dieser anschließend persönlich vorstellig geworden war.[11]
- Hassan Abd Al-Amir und seine Frau erlauben sich, die Wagenkolonne Udais zu überholen. Beide werden festgehalten und eingesperrt, der Mann, nachdem er sich persönlich beim Präsidenten beschweren wollte, ermordet.[12]
- Der frischverheiratete Offizier Saad Abd Al-Razzek und seine junge Ehefrau werden auf der Straße von Udai angesprochen. Der Offizier wehrt sich gegen die Belästigung seiner Frau und wird  brutal zusammengeschlagen, die Frau entführt und im Al-Medina Hotel gefoltert und vergewaltigt. Danach stürzt sich die Frau aus dem 6. Stock, weil sie die Schande nicht ertragen kann. Der Ehemann wird wegen Präsidentenbeleidigung angeklagt und zum Tode verurteilt.[13]

### Kritik an dessen Glaubwürdigkeit
Die Journalisten Eoin Butler von der Irish Times und Ed Caesar von der Sunday Times bezweifeln die Glaubwürdigkeit Yahias und dessen gesamter Biographie.
Butler interviewte Yahia 2007 und 2011 sowie zahlreiche Personen, die während des Saddam-Regimes im Irak gelebt haben. Etliche dieser Personen bestritten, dass Saddam oder Udai Hussein Doubles benutzt hätten.

### Film
Im Filmdrama The Devil’s Double von Lee Tamahori aus dem Jahr 2011 wird sein Leben als Doppelgänger thematisiert.

## Nach dem Irakkrieg
Nach Aussage Abid Hamid Mahmud at-Tikritis, des früheren Privatsekretärs Saddam Husseins, habe er sich mit Udai und Qusai Hussein in den Wochen nach Ende der Kampfhandlungen im Irak versteckt gehalten und dann nach Syrien abgesetzt. Die dortigen Behörden wiesen sie aber wieder aus, so dass sie sich weiter im Irak versteckt halten mussten.
Auf dem vom US-Verteidigungsministerium herausgegebenen Kartenspiel der meistgesuchten Iraker war Udai auf der Herz-Ass-Karte abgebildet (Nr. 3). Für Hinweise, die zu seiner Ergreifung führen, wurde eine Belohnung von 15 Millionen US-Dollar in Aussicht gestellt.

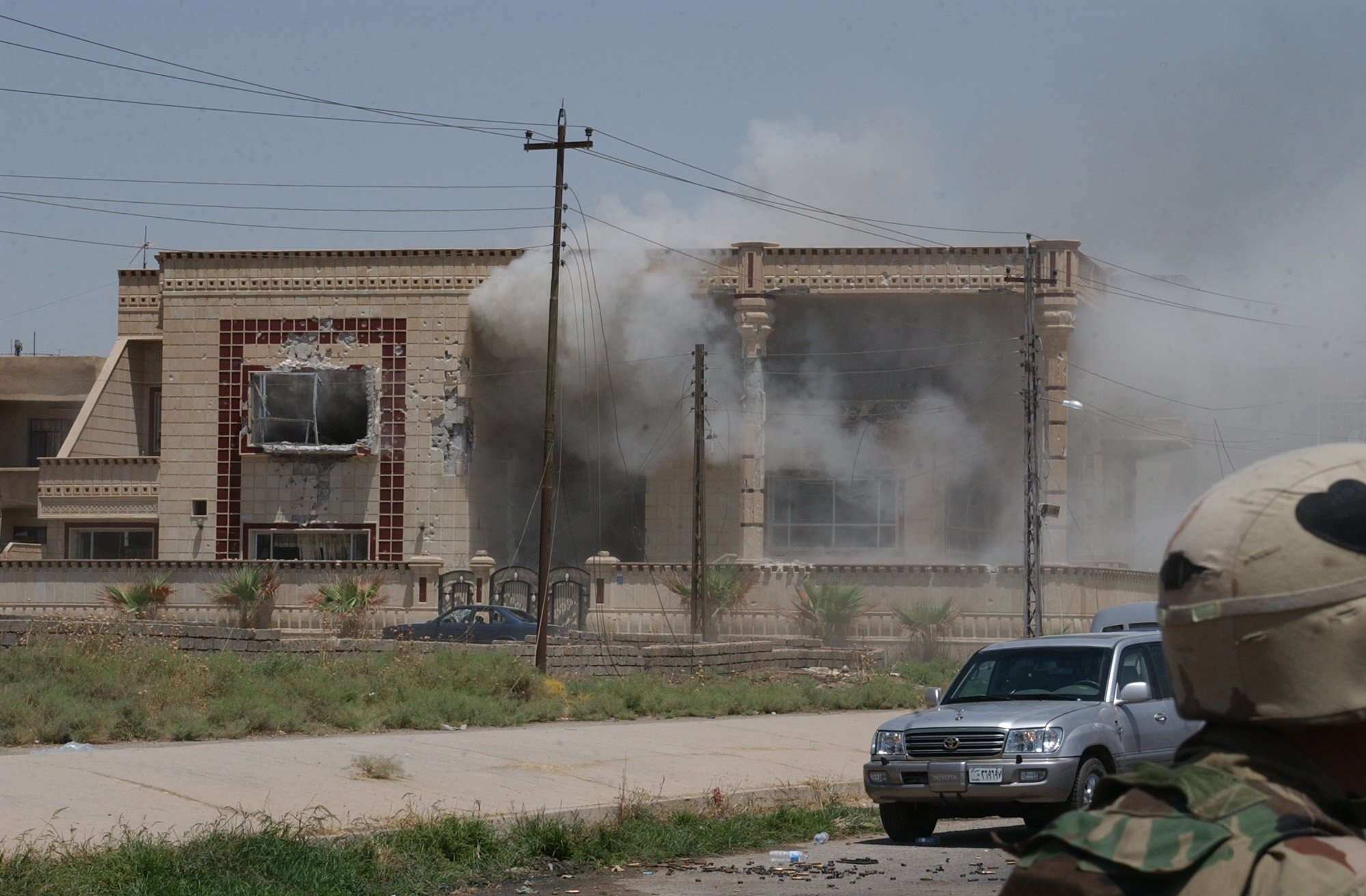
Gefecht am letzten Versteck in Mossul (22. Juli 2003)

Am 22. Juli 2003 wurden er und sein Bruder Qusai in der nordirakischen Stadt Mossul bei einem mehrstündigen Gefecht mit US-amerikanischen Spezialeinheiten sowie Soldaten der 101. Luftlandedivision getötet. Kurz davor hatten die Amerikaner einen Hinweis auf ihren Aufenthaltsort bekommen. Die Soldaten fanden fünf Personen – die Brüder Udai und Qusai Hussein, Qusais 14-jährigen Sohn Mustapha und zwei Leibwächter – tot auf. Udai Hussein wurde 39 Jahre alt.
Nach Medienberichten (z. B. BBC, New York Times) feierten viele Menschen in Bagdad die Nachricht vom Tod der Brüder, indem sie Schüsse in die Luft abfeuerten. Da die Nachricht aber trotzdem von vielen Irakern anfangs angezweifelt wurde, veröffentlichte das US-Militär zunächst Fotos der Toten und führte später die aufgebahrten und äußerlich wiederhergestellten Leichen den Kamerateams unabhängiger internationaler Medien vor.

## Belege
1. ↑  „Ma vie au service d'Oudaï, un cauchemar“. In: liberation.fr. 25. November 2003, abgerufen am 12. Mai 2019 (französisch): „sept balles“
2. ↑  Suzanne Goldenberg: Uday: career of rape, torture and murder. In: UK Guardian Unlimited. 23. Juli 2003, abgerufen am 5. November 2006.
3. ↑  Aparisim Ghosh: Iron Maiden Found in Uday Hussein’s Playground. In: TIME.com. 2003, abgerufen am 15. April 2018.
4. ↑  Brian Bennett and Michael Wiesskopf: The Sum of Two Evils. In: TIME.com. 25. Mai 2003, abgerufen am 5. November 2006.
5. ↑  Latif Yahia/Karl Wendel: Ich war Saddams Sohn, München 2003. S. 139
6. ↑  Latif Yahia/Karl Wendel: Ich war Saddams Sohn, München 2003, S. 208
7. ↑  Latif Yahia/Karl Wendel: Ich war Saddams Sohn, München 2003, S. 61
8. ↑  Latif Yahia/Karl Wendel: Ich war Saddams Sohn, München 2003, S. 224
9. ↑  Latif Yahia/Karl Wendel: Ich war Saddams Sohn, München 2003, S. 225
10. ↑  Latif Yahia/Karl Wendel: Ich war Saddams Sohn, München 2003, S. 226
11. ↑  Latif Yahia/Karl Wendel: Ich war Saddams Sohn, München 2003, S. 229
12. ↑  Latif Yahia/Karl Wendel: Ich war Saddams Sohn, München 2003, S. 228
13. ↑  Latif Yahia/Karl Wendel: Ich war Saddams Sohn, München 2003, S. 189ff.
14. 1 2  Ed Caesar:  The Double Dealer (Memento des Originals vom 26. April 2012 im Internet Archive) In: The Sunday Times, 23. Januar 2011. Abgerufen am 14. Januar 2012
15. ↑  Eoin Butler:  The Tangled Tale behind The Devil's Double In: The Guardian, 13. August 2011. Abgerufen am 14. Januar 2012